# Ludvig Jacobson
Pour les articles homonymes, voir Jacobson.
Ludwig Lewin Jacobson (10 janvier 1783 – 29 août 1843) est un chirurgien danois connu pour la (re)découverte de l'organe de Jacobson.
- Notices d'autorité :   - VIAF
  - ISNI
  - IdRef
  - LCCN
  - GND
  - Pays-Bas
  - Israël
  - Tchéquie
  - WorldCat